# Clase Barceló
La clase Barceló era una serie de patrulleros guardacostas que recibió su nombre en honor a Antonio Barceló (1717-1797) y estaba pensado para acciones rápidas en aguas costeras. Entre sus principales características cabe destacar su alta velocidad y escaso calado, que junto a una buena artillería le permitían realizar eficazmente sus misiones.

## Historia
A principios de los años 70 se proyectó una serie de 6 patrulleros que fuesen las unidades más veloces de la Armada Española. El primer navío se entregó en 1975, los astilleros Lürssen, en Bremen construyeron el casco y algunos elementos del cabeza de serie, el Barceló. Corresponden a una variante de la serie FPB-36 (Fast Patrol Boat) diseñada por dicho astillero. El resto de las unidades se construyeron por la antigua Empresa Nacional Bazán (hoy Navantia) en el astillero de San Fernando, al igual que ocurrió con los buques de la clase Lazaga, en su Taller de Lanchas Rápidas.
Las unidades dependían del Mando de Acción Marítima de Cádiz (AMARDIZ).
De las construidas para los dos países africanos, Mauritania y República del Congo, se sabe que fueron dadas de baja prematuramente, posiblemente por falta de mantenimiento.
De las cuatro construidas para Chile, donde fueron clasificadas como torpederas, la Fresia se conserva como monumento en el entorno de la plaza Soberanía, de la ciudad de Punta Arenas.

## Características

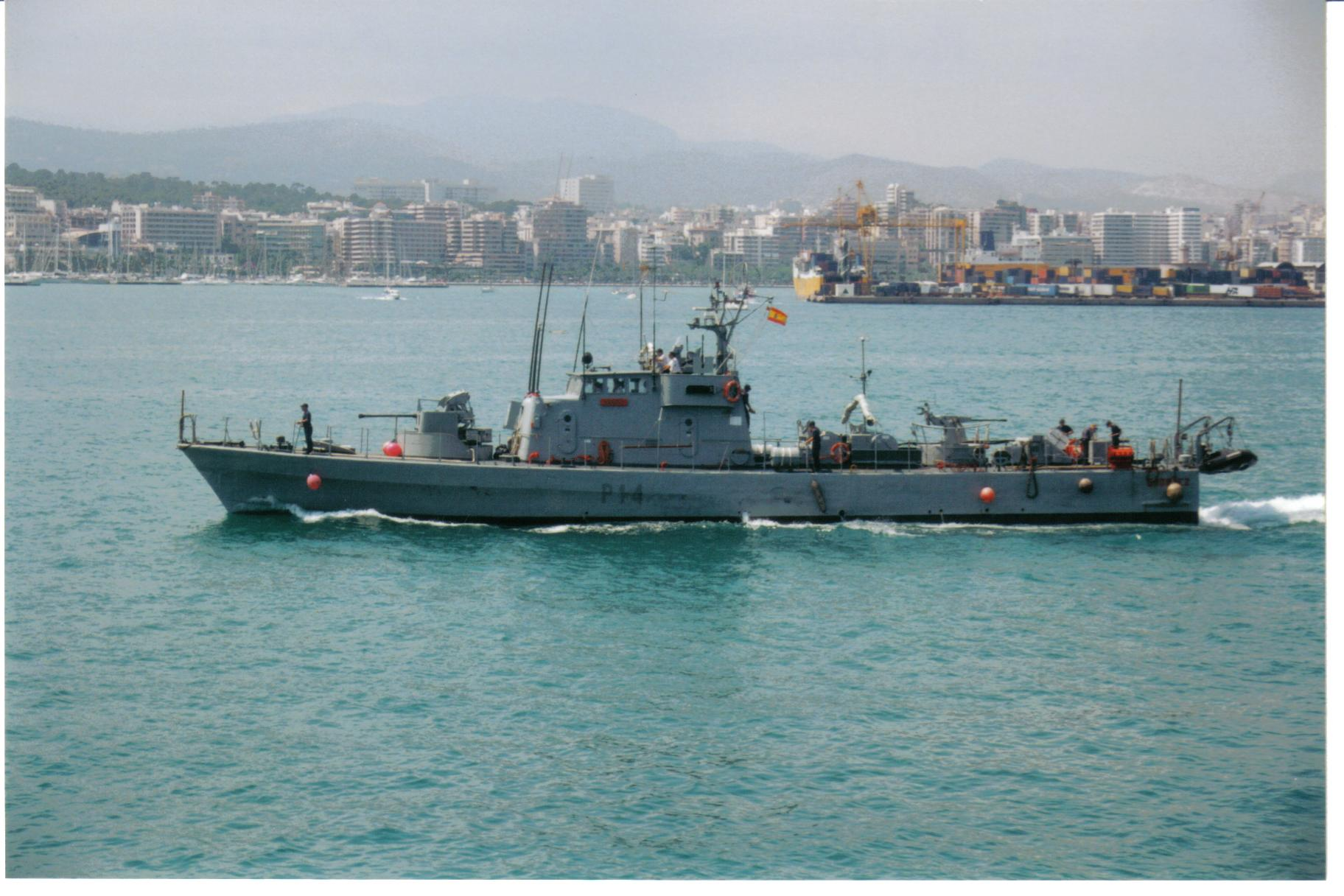
El Ordóñez (P-14).

El buque estaba construido con casco de acero y caseta de aluminio. Su elevada velocidad y escaso calado, junto a su poderoso armamento artillero, le hicieron muy eficaz para acciones rápidas en aguas costeras. Disponía de una embarcación Zodiac MKIII con capacidad para seis personas. Su propulsión consistía en dos motores que accionan un eje cada uno. Estos motores eran unos Bazán-MTU MD 16V 538 TB-90 de 6000 CV en los buques españoles, Bazán-MTU 12V 538 TB-90 de 5765 CV en los mauritanos, Bazán-MTU 12V 538 TB-92 de 6.120 CV en los congoleños y Mercedes-Benz 839Bb de 4800 CV en los chilenos.

## Misiones

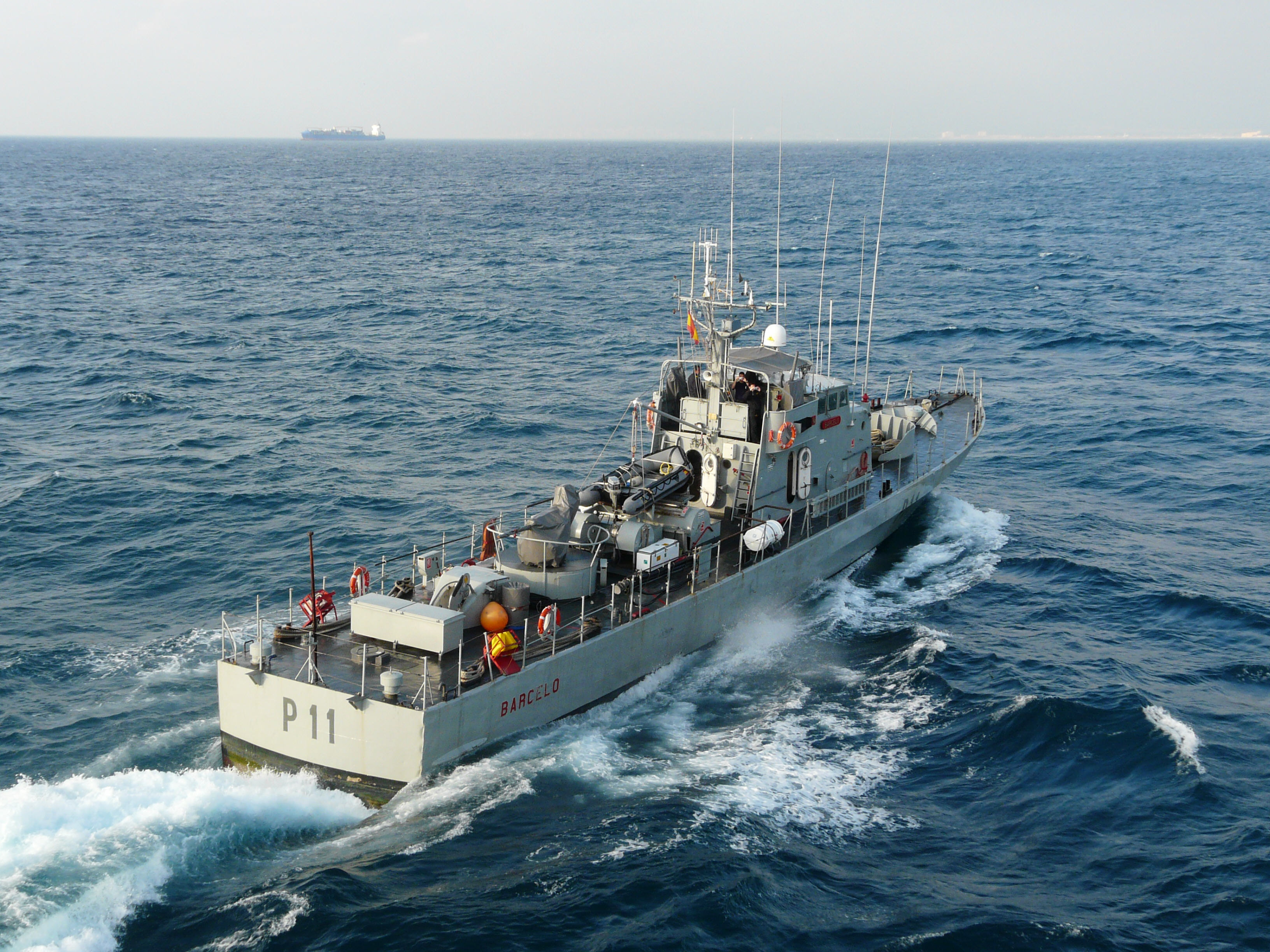
El Barceló (P-11).

La misión principal de estas unidades era la de contribuir a la capacidad de Acción Marítima de la Armada. Para ello podían llevar a cabo los siguientes cometidos:
- Presencia y vigilancia en los espacios de soberanía e interés para contribuir a la protección de los intereses marítimos nacionales.
- Colaboración con otros organismos e instituciones del Estado (salvamento marítimo, narcotráfico, contrabando, inmigración ilegal, terrorismo, vigilancia de pesca, desastres ecológicos, etc.).
- Otros cometidos especiales relacionados con el mantenimiento de la legalidad nacional e internacional, y que incluían misiones de interdicción e inserción de Fuerzas de Operaciones Especiales.
- Participación eventual en cometidos de Flota, nacionales o multinacionales, en operaciones de crisis de baja intensidad.

## Unidades
| País                           | Identificativo | Nombre                                 | Fecha botadura           | Fecha entrada en servicio | Fecha retirada          |
| ------------------------------ | -------------- | -------------------------------------- | ------------------------ | ------------------------- | ----------------------- |
| Bandera de España              | P-11           | Barceló                                | 10 de octubre de 1975    | 26 de marzo de 1976       | 4 de diciembre de 2009  |
| Bandera de España              | P-12           | Laya                                   | 16 de diciembre de 1975  | 23 de diciembre de 1976   | 5 de febrero de 2010    |
| Bandera de España              | P-13           | Javier Quiroga                         | 16 de diciembre de 1975  | 1 de abril de 1977        | 28 de abril de 2005     |
| Bandera de España              | P-14           | Ordóñez                                | 10 de septiembre de 1976 | 7 de junio de 1977        | 4 de septiembre de 2009 |
| Bandera de España              | P-15           | Acevedo                                | 10 de septiembre de 1976 | 14 de julio de 1977       | 15 de enero de 2009     |
| Bandera de España              | P-16           | Cándido Pérez                          | 3 de marzo de 1977       | 25 de noviembre de 1977   | 17 de abril de 2009     |
| Bandera de Chile               | 81             | Guacolda                               | 25 de agosto de 1964     | 1 de octubre de 1965      | 2004                    |
| Bandera de Chile               | 82             | Fresia                                 | -                        | 1965                      | 2006                    |
| Bandera de Chile               | 83             | Quidora                                | 29 de abril de 1965      | 12 de abril de 1966       | 10 de diciembre de 2001 |
| Bandera de Chile               | 84             | Tegualda                               | 30de abril de 1966       | 25 de julio de 1966       | 25 de marzo de 2002     |
| Bandera de Mauritania          | P-361          | El Vaiz                                | -                        | 1980                      | 1995                    |
| Bandera de Mauritania          | P-362          | El Beig                                | -                        | 1979                      | 1995                    |
| Bandera de Mauritania          | P-363          | El Kinz                                | -                        | 1982                      | 1995                    |
| Bandera de República del Congo | P-601          | Marien Ngouabi (ex- L'Intrepide)       | -                        | 1982                      | desconocida             |
| Bandera de República del Congo | P-602          | Les Trois Glorieuses (ex- Le Vaillant) | -                        | 1983                      | desconocida             |
| Bandera de República del Congo | P-603          | Les Maloango (ex- Le Terrible)         | -                        | 1983                      | desconocida             |